# Активная разведка
Активная разведка — термин, который в 1921—1925 годах использовался Разведупром РККА для обозначения действий советских диверсионных отрядов на территориях соседних с Советской Россией и СССР государств.

## Польша
После заключения Рижского мирного договора с Польшей в марте 1921 г. Разведупр начал создание и переброску на территорию Западной Украины и Западной Белоруссии отрядов боевиков для организации там массового вооруженного сопротивления польским властям. Предполагалось, что эти отряды станут ядром массового партизанского движения, которое в перспективе приведет к воссоединению Западной Украины и Западной Белоруссии с СССР.
Командный состав для отрядов подбирался из числа кадровых командиров Красной Армии, имевших боевой опыт, а также из опытных политруков и чекистов, как правило, окончивших курсы комсостава. Костяк собственно диверсионных отрядов формировали и вооружали на территории УССР и БССР и после прохождения спецподготовки перебрасывали в восточные воеводства Польши через специальные «окна» на границе. Советские диверсанты, активно изображая народных мстителей, убивали отдельных полицейских и нападали на полицейские участки, захватывали и грабили пассажирские поезда, пускали под откос грузовые составы, взрывали паровозы и мосты, грабили и жгли польские помещичьи усадьбы, строго по инструкции истребляли помещиков, чиновников, мелких чиновников, гминных войтов (старост), уничтожали «предателей», совершали налеты на тюрьмы — для освобождения «боевых товарищей», грабили отделения и банки — для получения средств на «освободительную борьбу». По возможности, «повстанцы» устраивали в селах собрания, где пылко призывали местных крестьян выступить против польских «панов».
Наиболее активно действовали отряды «активной разведки» под командованием Кирилла Орловского, Василия Коржа, Александра Рабцевича, Станислава Ваупшасова.
С апреля 1921 года по апрель 1924 года польские власти зафиксировали 259 переходов границы, совершенных отрядами боевиков Разведупра РККА. С апреля по ноябрь 1924 года эти отряды «активной разведки» провели в восточной Польше не менее 89 крупномасштабных боевых операций по дестабилизации обстановки. Как полагали аналитики «Двуйки», Второго (разведывательного) отдела Генерального штаба Войска Польского, в Полесье, Налибокской, Беловежской и Гродненской пущах, а также на территории Виленщины в тот период действовало не менее пяти-шести тысяч боевиков «активной разведки».
В связи с обострением отношений с Польшей в результате «активной разведки» (Ямпольский инцидент) комиссия во главе с В.Куйбышевым представила в феврале 1925 года в Политбюро ЦК РКП(б) проект постановления по вопросу об активной разведке, в котором говорилось:

«Активную разведку в настоящем её виде (организация связи, снабжение и руководство диверсионными отрядами на территории Польской республики) — ликвидировать.
Ни в одной стране не должно быть наших активных боевых групп, производящих боевые акты и получающих от нас непосредственно средства, указания и руководство. Вся боевая и повстанческая работа и группы, её проводящие, — поскольку они существуют и целесообразно (что определяется в чисто партийном порядке) — должны быть руководимы и находиться в полном подчинении у национальных партий, действующих в данной стране. Эти группы должны выступать, руководствуясь и от имени исключительно их революционной борьбы, а не СССР.
Группы эти не должны ставить себе целью и заниматься разведывательными и другими заданиями в пользу Военведа СССР. Этими вопросами они занимаются для своих революционных целей.
Задача РКП и Коминтерна — помочь сорганизовать при национальных партиях работу в Армии по созданию своих боевых кадров — там, где это по положению необходимо. РКП и Коминтерн, однако, не должны иметь для этой цели помощи — специального органа или учреждения для руководства. РКП должна иметь только орган, изучающий боевые силы революции во всех странах, для чисто информативной цели. Никаких оперативных функций и непосредственных связей с военной работой в других странах иметь не должна…
…Для военных целей СССР вместо настоящей активной разведки должны быть организованы конспиративным способом в Польше и других соседних странах комендатуры по образцу польской П. О. В. Эти организации активны только на время военных действий. В мирное же время изучают военные объекты, весь тыл противника, изучают людей, завязывают всюду связи и т. д., то есть подготовляются к деструктивной работе во время войны в тылу у противника. С партией они никоим образом не связаны, работники их не состоят в партии. Во время революции они передаются в её распоряжение…»

После этого «активная разведка» в Польше к концу 1925 г. была прекращена, хотя с марта по май 1925 года боевики провели в Западной Белоруссии 59 боевых операций, с июня по август того же года — еще 50 боевых операций, всего же с декабря 1924 года по август 1925 года советские диверсанты провели 199 боевых операций.

## Румыния
Кроме Польши активная разведка в 1921—1925 годах проводилась и в других странах. В Румынии она велась Разведупром с использованием национально-революционных организаций — Союза революционных крестьян Бессарабии (молдаване), Добруджанской революционной организации (болгары) и буковинской национально-революционной организации «Вызволение». Союз революционных крестьян Бессарабии, имевший свои партизанские отряды, был сформирован в начале 1925 года из остатков местной Военной организации (ВО); все трое членов его оргбюро (А. Никольский, А. Рубинштейн, И. Фортуна) были членами организованного в СССР Заграничного бюро ЦК коммунистической партии Румынии.
Летом 1924 года с советской на румынскую территорию на лодках через Днестр было переброшено и складировано в тайниках вооружение, причем не только стрелковое, но даже и артиллерийское, боеприпасы, взрывчатка, амуниция. Затем переправленные в Бессарабию группы «активной разведки», опираясь на заранее сформированные отряды боевиков в 20–30 человек, в час «Х» подняли «народное восстание» против румынских «бояр», вошедшее в историю как Татарбунарское восстание. Из-за скоротечности событий предполагавшаяся помощь силами регулярных частей Красной армии под командованием Григория Котовского не состоялась, и через четыре дня румынские войска подавили восстание.

## Болгария
В Болгарии в 1924 г. действовало 16 партизанских отрядов (чет), в том числе 11 коммунистических и 5 анархистских. Инструктаж болгарских партизан осуществляля группа советских военных разведчиков (Б. Н. Иванов, В.С. Нестерович, Х.И.Салнынь), во многом благодаря которым 14 апреля 1925 года был осуществлен террористический акт в соборе Святой Недели.

## КСХС (Югославия)
В 1921—1924 годах в Черногории также действовали коммунистические партизаны, которыми руководил прибывший из СССР в 1921 году Вукашин Маркович, который планировал поднять восстание и провозгласить «Советскую Черногорию». Он попытался возглавить вооруженное восстание племен пипери и белопавличи под лозунгом «Вся власть Советам», напав на близлежащую жандармерию. Из-за отсутствия координации часть его повстанцев сдалась. После этого он устроил базу в близлежащем лесу, начав с тридцатью боевиками свою партизанскую кампанию, продолжавшуюся до весны 1924 года, когда он сдался властям.

## Комментарии
1. ↑  до 30 декабря 1922
2. ↑  с 30 декабря 1922